# NGC 4882
NGC 4882 (ook: NGC 4886) is een elliptisch sterrenstelsel in het sterrenbeeld Hoofdhaar. Het hemelobject werd op 22 april 1865 ontdekt door de Duits-Deense astronoom Heinrich Louis d'Arrest.

## Synoniemen
- MCG 5-31-76
- ZWG 160.239
- DRCG 27-151
- PGC 44698